# Childeryk III

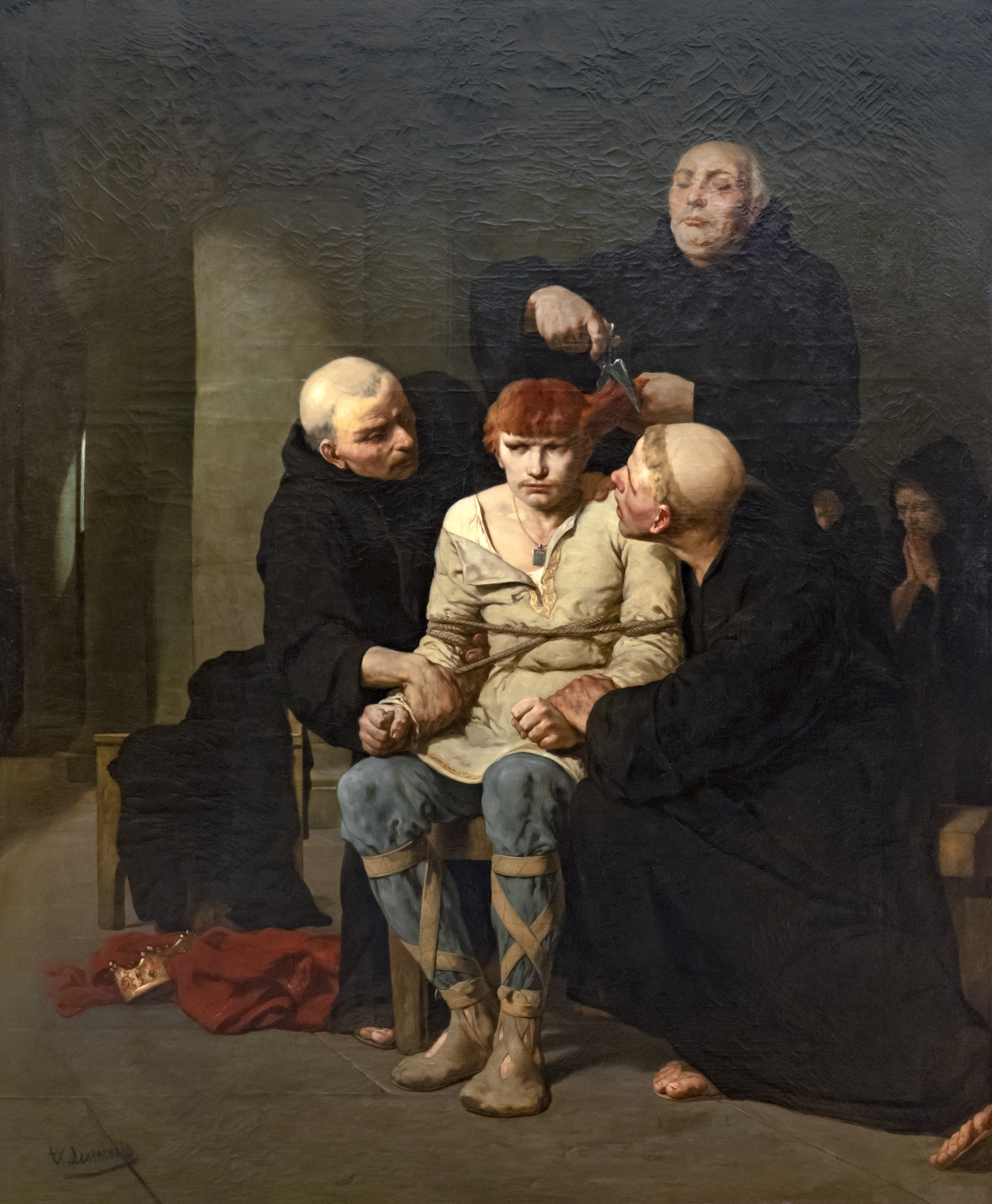
Obcinanie włosów Childeryka III

Childeryk III (zm. 754) – ostatni król Franków z dynastii Merowingów, osadzony na tronie w 743 roku po siedmiu latach bezkrólewia. Childeryka III wyposażono w zwierzchni autorytet i prawo do sprawowania rządów nad wszystkimi Frankami. W rzeczywistości w wyniku walk wewnętrznych władzę uzyskały lokalne elity i rody posiadające godności w prowincjach.
W 751 został odsunięty od rządów przez Pepina Krótkiego, nie został jednak zabity, ale wysłany do klasztoru. Wcześniej został ostrzyżony.